# Historia administracji
Historia administracji – w nawiązaniu do Huberta Izdebskiego można stwierdzić, iż jest to dziedzina nauki administracji, która opisuje istniejący dawniej stan administracji publicznej, jej organizację (szczególnie centralną i terytorialną) i środki działania, jak również przyjęty system wartości i istniejący system prawny, ze zwróceniem uwagi na założone cele, faktycznie realizowane zadania, a także skutki działalności administracyjnej, bez pomijania otoczki społeczno-gospodarczo-polityczno-kulturalnej i stosunków narodowościowych.
W historiografii nie należy jednak schematycznie opisywać ustrojów państw, lecz pokazywać pewne modele funkcjonowania administracji publicznej na przykładzie danego państwa, np. model administracji publicznej doby absolutyzmu oświeconego na przykładzie Prus.
Historia administracji jest przedmiotem wykładanym na studiach uniwersyteckich prawniczych i administracyjnych. Na studiach administracyjnych I stopnia (licencjackich) przedmiot obejmuje wykłady plus z reguły 30 godzin ćwiczeń dla studentów studiów stacjonarnych.
Badacze historii administracji przyjmują różne poglądy na genezę administracji publicznej, co rzutuje na układ wykładów i podręczników. Dla przykładu na Wydziale Prawa i Administracji UMCS uznano, iż z narodzinami nowożytnej administracji publicznej mamy do czynienia od wieków XVII-XVIII, wraz z rozwojem monarchii absolutnych.
Wynika to stąd, że dopiero wówczas pojawiła się wśród ówczesnych pogłębiona refleksja nad sposobami zarządzania krajem. Wtedy wykształciła się policystyka, jako nauka administracji. Naturalnie w poprzednich wiekach i to od starożytności po renesans każde państwo było zarządzane, administrowane przez określony aparat administracyjny (monarszy, czy republikański). Dlatego też w każdym państwie istniejącym w dawnych wiekach można było spotkać administrację. Jednak była to administracja pojmowana jako zwykły zarząd krajem. Natomiast zasady współczesnej administracji publicznej wykształciły się właśnie w wieku XVIII. Nie można zatem utożsamiać pojęcia historii ustroju państw z historią administracji. Stąd też
wynika podział dydaktyczny przedmiotów w szkołach wyższych na:
- historię prawa,
- historię ustrojów państwowych
- powszechną historię prawa
- historię prawa Polski
- historię administracji.